# Saint-John Perse
Saint-John Perse, eredeti nevén Alexis Leger (Point-á-Pitre, Guadeloupe, 1887. május 31. – Presqu'île de Giens, Franciaország, 1975. szeptember 20.) francia politikus és Nobel-díjas költő. A francia nemzeti szellem megtestesítőjének és a költők költőjének nevezték, amiért nagy hangsúlyt fektetett a tökéletességre és tudatosan, nagy gonddal válogatta meg szavait verseiben.

## Élete
Perse Guadeloupe szigetén, Pointe-á-Pitre-ben született Marie René Auguste Alexis Leger néven. Burgundiai családból származott, akik a 17. században telepedtek le a Kis-Antillákon. Apja, Amédée Leger ügyvéd volt, édesanyja családjának ültetvények voltak a birtokában. 1899-ben a Leger család visszaköltözött Franciaországba és Pau városában éltek. Perse itt járta ki a középiskolát, jogot, klasszikus irodalmat, filozófiát és antropológiát tanult a bordeaux-i egyetemen, 1910-ben végzett. Némi politikai tanulmányok után 1914-ben diplomáciai szolgálatba kezdett. Először a pekingi nagykövetségen, később a külügyminisztériumban szolgált, Aristide Briand miniszterelnök titkáraként, akivel még 1921-ben találkozott amerikai kiküldetése alatt. Szabadidejében a Csendes-óceánon vitorlázott vagy a Góbi sivatagban kirándult.
Az 1920-as években csatlakozott Paul Valéryvel és Paul Claudellel a francia irodalmi magazinhoz, a ’’Nouvelle Revue Française’’-hez, azonban elkerülte a nyilvános megjelenéseket, amik az irodalomhoz kötötték volna.
1940-ben elhagyta Franciaországot, Angliába menekült, majd Amerikába költözött. Ekkortájt fosztotta meg francia állampolgárságától és minden ingóságától a Vichy-kormány. Párizsi lakását feldúlták, tönkretéve tizenöt évnyi munka kéziratait. 1941-től 1945-ig a Kongresszusi Könyvtár irodalmi tanácsadója volt.
A második világháborút követően sem szakította meg diplomata karrierjét, 1950-ben Franciaország nagykövete címmel nyugdíjazták. 1967-ben tért vissza Franciaországba feleségével, Dorothy Milburn Russell-lel. 1975-ben halt meg a Hyèreshez tartozó Giens-ben, iratai és könyvtára a Saint-John Perse-alapítvány tulajdonában állnak.

## Költészete
Perse klasszikus irodalmat is hallgatott. A Saint-John Perse álnév állítólag Persius, ókori római szatíraíró nevéből ered. Első verseskötetét (Éloges) Saint-Leger Legerként adta ki, amelynek versei a gyermekkor emlékeit idézik. Visszatérve Párizsba 1921-ben megjelent az Anabázis című epikus költeménye, amit még korábban kínai utazása alatt szerzett.
1960-ban Irodalmi Nobel-díjat kapott "költészetének magasan szárnyaló szellemiségéért és alkotó fantáziájáért, amellyel korunkat látnoki módon megrajzolja".

## Művei
Munkáit részben Alexis Legerként, de főként írói álnevén, Saint-John Perse vagy St. J. Perse néven jelentette meg.
- 1911: Éloges
- 1924: Amitié du prince
- 1924: Anabase
- 1936: Poème pour Valery Larbaud
- 1942: Exil: poème
- 1944: Pluies
- 1946: Vents
- 1957: Amers
- 1959: Chronique
- 1962: Hommage à Rabindranath Tagore
- 1962: L’ordre des oiseaux
- 1962: Valéry Larbaud; ou, L’Honneur littéraire
- 1963: Silence pour Claudel
- 1963: Au souvenir de Valery Larbaud
- 1965: Pour Dante
- 1969: Chanté par celle qui fut lá…
- 1972: Œvres Complètes
- 1975: Chant pour un équinoxe

## Magyarul
- Dicséretek; ford. Bognár Róbert, szerk. Lator László; Noran, Bp., 2000
  - Királyok dicsősége (La gloire des rois)
  - Anabázis (Anabase)
- Bóják. Poéma (Amers); ford., bev. Vas István; Európa, Bp., 1969